# Ahmed Reda Madouni
Ahmed Reda Madouni (ur. 1 października 1980 w Casablance), algierski piłkarz, obrońca.
Karierę rozpoczął we francuskim Montpellier HSC. W 2001 roku trafił do Niemiec i grał w Borussii Dortmund, a następnie w Bayerze 04 Leverkusen. Występował też w katarskim Al-Gharafa i francuskim Clermont Foot. W 2010 roku przeszedł do Unionu. Następnie grał w FC Nantes i Energie Cottbus.